# Championnats du monde de gymnastique rythmique 1989
Les XIVe championnats du monde de gymnastique rythmique se sont tenus à Sarajevo en Yougoslavie du 27 septembre au 1er octobre 1989.

## Épreuves individuelles

### Concours général individuel
| Rang               | Gymnaste             | Pays             | Points |
| ------------------ | -------------------- | ---------------- | ------ |
| Médaille d'or      | Olexandra Tymoshenko | Union soviétique | 39.750 |
| Médaille d'argent  | Bianka Panova        | Bulgarie         | 39.700 |
| Médaille de bronze | Adriana Dunavska     | Bulgarie         | 39.600 |
| Médaille de bronze | Oxana Skaldina       | Union soviétique | 39.600 |

### Corde
| Rang          | Gymnaste             | Pays             | Points |
| ------------- | -------------------- | ---------------- | ------ |
| Médaille d'or | Bianka Panova        | Bulgarie         | 10.000 |
| Médaille d'or | Olexandra Tymoshenko | Union soviétique | 10.000 |
| Médaille d'or | Oxana Skaldina       | Union soviétique | 10.000 |

### Ballon
| Rang              | Gymnaste             | Pays             | Points |
| ----------------- | -------------------- | ---------------- | ------ |
| Médaille d'or     | Olexandra Tymoshenko | Union soviétique | 10.000 |
| Médaille d'argent | Adriana Dunavska     | Bulgarie         | 9.900  |
| Médaille d'argent | Bianka Panova        | Bulgarie         | 9.900  |
| Médaille d'argent | Oxana Kostina        | Union soviétique | 9.900  |

### Cerceau
| Rang          | Gymnaste             | Pays             | Points |
| ------------- | -------------------- | ---------------- | ------ |
| Médaille d'or | Bianka Panova        | Bulgarie         | 10.000 |
| Médaille d'or | Oxana Skaldina       | Union soviétique | 10.000 |
| Médaille d'or | Olexandra Tymoshenko | Union soviétique | 10.000 |

### Ruban
| Rang              | Gymnaste             | Pays             | Points |
| ----------------- | -------------------- | ---------------- | ------ |
| Médaille d'or     | Oxana Skaldina       | Union soviétique | 10.000 |
| Médaille d'argent | Adriana Dunavska     | Bulgarie         | 9.900  |
| Médaille d'argent | Youlia Baitcheva     | Bulgarie         | 9.900  |
| Médaille d'argent | Olexandra Tymoshenko | Union soviétique | 9.900  |

## Concours général par équipe
| Rang               | Nation           | Total   |
| ------------------ | ---------------- | ------- |
| Médaille d'or      | Bulgarie         | 118.550 |
| Médaille d'or      | Union soviétique | 118.550 |
| Médaille de bronze | Espagne          | 113.850 |

## Ensembles

### Concours général
| Rang               | Nation           | Total  |
| ------------------ | ---------------- | ------ |
| Médaille d'or      | Bulgarie         | 38.700 |
| Médaille d'argent  | Union soviétique | 38.450 |
| Médaille de bronze | Espagne          | 38.250 |

### 6 massues
| Rang               | Nation           | Total  |
| ------------------ | ---------------- | ------ |
| Médaille d'or      | Bulgarie         | 39.100 |
| Médaille d'argent  | Union soviétique | 38.650 |
| Médaille de bronze | Espagne          | 38.400 |

### 3 cerceaux + 3 rubans
| Rang               | Nation           | Total  |
| ------------------ | ---------------- | ------ |
| Médaille d'or      | Union soviétique | 39.000 |
| Médaille d'argent  | Bulgarie         | 38.800 |
| Médaille de bronze | Espagne          | 38.300 |